# Thunbergs Buschklee
Thunbergs Buschklee (Lespedeza thunbergii (DC.) Nakai, Syn. Lespedeza sieboldii Miq.) ist eine Pflanzenart in der Gattung Buschklee (Lespedeza). Die krautigen oder verholzten Pflanzen haben eine weite Verbreitung in Ostasien. Aufgrund der attraktiven Blüte im Herbst werden sie gelegentlich als Ziersträucher verwendet.

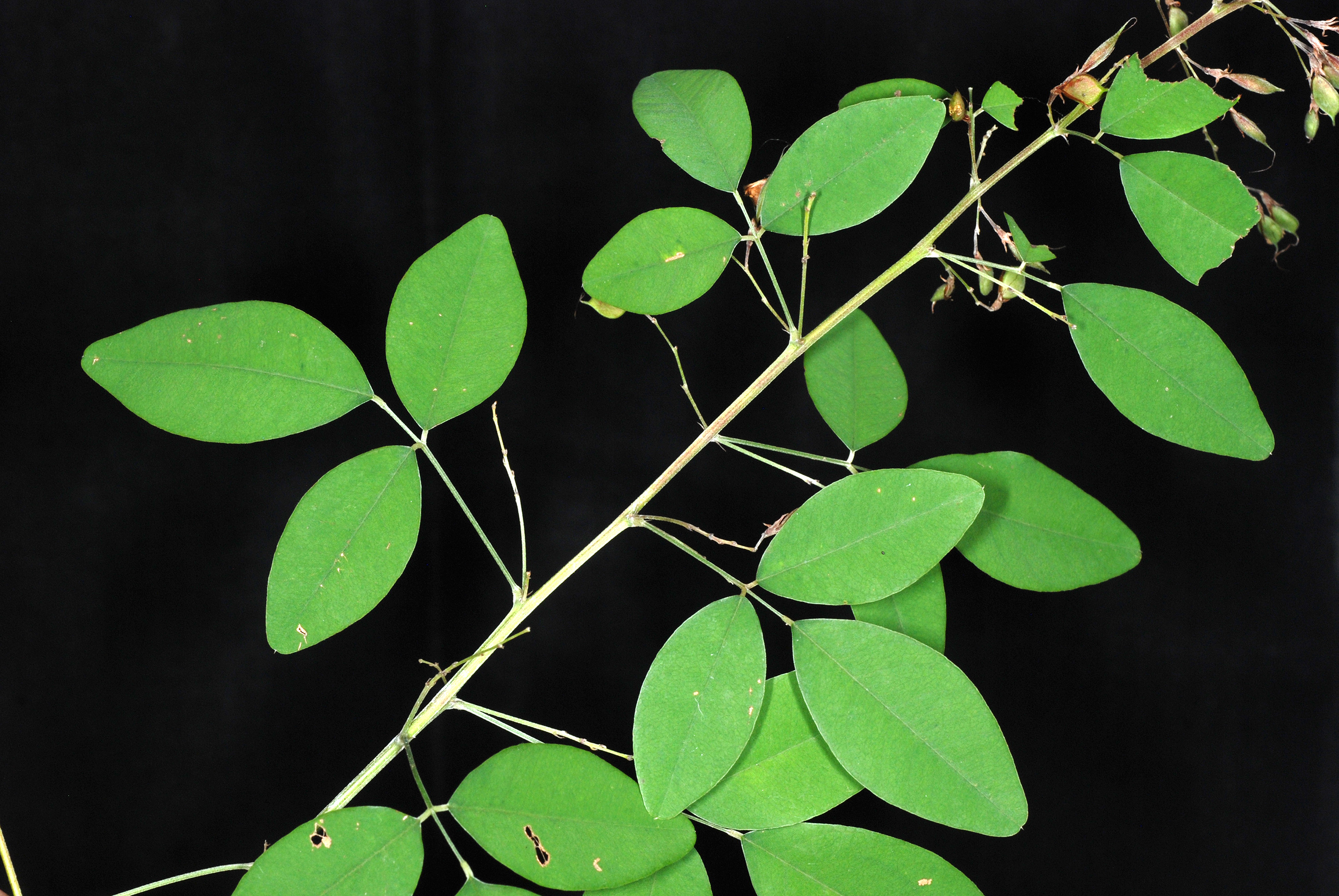
Blätter

## Beschreibung
Die Pflanze ist krautig bis verholzend und wird 1 bis 3 Meter hoch. Die Zweige, Blatt- und Blütenstiele sind behaart. Die Zweige sind im Querschnitt rund, im Unterschied zur ähnlichen Lespedeza davidii mit kantigen Zweigen.
Die wechselständigen und gestielten Laubblätter sind dreiteilig, das mittlere Blättchen misst 2,5 bis 6 cm in der Länge bei 1 bis 3 cm Breite. Die ganzrandigen, rundspitzigen bis stumpfen, manchmal eingebuchteten, oft (fein)stachelspitzigen und fein behaarten Blättchen sind eiförmig bis elliptisch. Es sind kleine Nebenblätter vorhanden.
Die Blütezeit reicht von Juli bis September. Die traubigen oder leicht verzweigten Blütenstände stehen in den Blattachseln, sie überragen die Blätter deutlich. Der Kelch ist 0,4 bis 0,7 cm lang, mit fünf freien, länglich-lanzettlichen Zipfeln. Die Blütenblätter der zwittrigen Schmetterlingsblüten erreichen 1 bis 1,5 cm Länge, sie sind purpurn oder selten weiß gefärbt.
Die einsamige, behaarte, nicht öffnende Hülse wird 0,8–1 × 0,4–0,5 cm groß und ist verkehrt-eiförmig bis elliptisch. Die abgeflachten Samen sind leicht nierenförmig.
Die Chromosomenzahl beträgt 2n = 22.

## Verbreitung
Thunbergs Buschklee ist vom Nordosten Indiens quer durch China bis nach Taiwan, Japan und Korea verbreitet. Er wächst an Waldrändern und in Gebüschen in Höhenlagen bis 2800 Meter.

## Verwendung
Die Pflanze wird in Mitteleuropa in Parks und Gärten als Zierstrauch kultiviert. Die Art gehört zu den schönsten Blütensträuchern im Spätherbst.

## Systematik
Thunbergs Buschklee gehört zur Gattung Buschklee (Lespedeza) in der Unterfamilie der Schmetterlingsblütler (Faboideae) innerhalb der Familie der Hülsenfrüchtler (Fabaceae). Er wurde 1825 von Augustin Pyrame de Candolle als Desmodium thunbergii in Prodromus Systematis Naturalis Regni Vegetabilis ... Band 2 Seite 337 erstbeschrieben und 1927 von Takenoshin Nakai in Bulletin, Forest Experiment Station, Government General of Chosen Keijyo als Lespedeza thunbergii (DC.) Nakai in die Gattung Lespedeza gestellt. Das Art-Epitheton "thunbergii" ehrt Carl Peter Thunberg, die die Art 1784 in seiner Flora japonica als Hedysarum heterocarpon erwähnt hatte. Der Name war aber schon von Linné 1753 für eine andere Sippe verwendet worden.
Es werden drei Unterarten unterschieden, die sich durch Details der Kelchblätter abgrenzen lassen:
- Lespedeza thunbergii subsp. elliptica (Benth. ex Maxim.) H.Ohashi – Nordosten Indiens und Südchina, Halbstrauch
- Lespedeza thunbergii subsp. formosa (Vogel) H.Ohashi – Südchina und Taiwan, Halbstrauch
- Lespedeza thunbergii subsp. thunbergii – Nordosten Indiens, China, Japan und Korea, krautig bis verholzend